# Jojo's Bizarre Adventure
Jojo's Bizarre Adventure (ジョジョの奇妙な冒険 Jojo no Kimyō na Bōken?, "Jojos bisarra äventyr") är en shōnen- och seinen-manga som skapas av Hirohiko Araki och ges ut av Shueisha. Serien hade premiär 1986 i Shūkan Shōnen Jump och publicerades där i följetongsformat till och med 2004 då den flyttades till tidningen Ultra Jump.
Seriens titel syftar på hur alla huvudfigurerna i serien har namn som på något sätt kan förkortas till "Jojo" (ジョジョ?), exempelvis Joseph Joestar och Giorno Giovanna.

## Handling
Serien utspelar sig över flera generationer, och kretsar kring den engelska familjen Joestars öden. Handlingen är uppdelad i flera delar, alla med en egen huvudperson.

### Delar
1. "Phantom Blood" - volym 1–5
2. "Battle Tendency" - volym 5–12
3. "Stardust Crusaders" - volym 12–28
4. "Diamond Is Unbreakable" - volym 29–47
5. "Golden Wind" - volym 47–63. Serien gick i de här volymerna under namnet "Le Bizzarre Avventure di Giogio" istället för "Jojo's Bizarre Adventure".
6. "Stone Ocean" - volym 64–80
7. "Steel Ball Run" - volym 81–104
8. "Jojolion" - volym 105–131
9. "The JOJOLands" - volym 132–

## Utgåvor
Utöver de ursprungliga publiceringarna i tidningarna Weekly Shōnen Jump och Ultra Jump, har serierna också givits ut i olika samlingsutgåvor.

### Tankōbon-volymer
Hela serien ges ut i Japan av Shueisha i tankōbon-format efter hand som kapitel publiceras i Weekly Shōnen Jump och Ultra Jump, med viss fördröjning. De här volymerna ges också ut i Italien av Star Comics, i Frankrike av J'ai Lu och Tonkam, i Taiwan av Da Ran Culture Enterprise och Tong Li Publishing, och i Malaysia av Comics House. De har också givits ut på engelska av Viz Media, men enbart volymerna tillhörande den tredje delen, "Stardust Crusaders".

### Jojonium
Jojonium (ジョジョニウム Jojoniumu?) är en serie samlingsböcker i A5-storlek och med hårda pärmar - så kallade kanzenban-volymer - innehållande nytryck av "Phantom Blood", "Battle Tendency" och "Stardust Crusaders". De ges ut på japanska av Shueisha sedan den 4 december 2013. Viz Media började ge ut dem på engelska som e-böcker den 2 september 2014, och som fysiska böcker den 24 februari 2015. Den engelskspråkiga versionen av volym 1 var den bäst säljande mangan i USA under sin debutvecka; veckan därpå var volymen den tredje bäst säljande mangan i USA, efter volym 69 av Naruto och volym 6 av Monster musume no iru nichijou.

### Color-han
Color-han: Jojo's Bizarre Adventure (カラー版　ジョジョの奇妙な冒険 Karā-han Jojo no Kimyō na Bōken?) är en e-bokserie som ges ut på japanska av Shueisha, och som innehåller de sju första delarna av mangan. Till skillnad från övriga utgåvor är Color-han helt i färg. Den åttonde delen, "Jojolion", ges ut i ett liknande e-boksformat, men i gråskala och under beteckningen Monokuro-han (モノクロ版?).

## Annan media
Efter mangans succé har Jojo's Bizarre Adventure blivit en multimedia-franchise, och har blivit adapterad till anime, light novels och datorspel.